# Điện di

Điện di (electrophoresis) - cùng với sắc ký - là những kỹ thuật quan trọng trong lĩnh vực hóa học, hóa sinh và sinh học phân tử. Điện di thường được dùng trong việc tinh sạch và phân tích các phân tử sinh học như nucleic acid, protein và một số ít phức hợp của carbohydrat, lipid.

## Nguyên lý hoạt động
Điện di là hiện tượng dịch chuyển của các vật thể mang điện tích dưới tác động của điện trường. Sự dịch chuyển này do thành phần lực điện trong lực Lorentz.
Điện di trên gel (gel electrophoresis) áp dụng trong sinh học phân tử là một kĩ thuật để phân tích các phân tử DNA, RNA hay protein dựa trên các đặc điểm vật lý của chúng như kích thước, hình dạng hay điểm đẳng điện tích (isoelectric point). Kĩ thuật này sử dụng một dung dịch đệm (buffer) để dẫn diện và tạo điện trường đều, một bản gel (thường là agarose hay polyacrylamide) đóng vai trò là thể nền để phân tách các phân tử, và các chất nhuộm khác nhau (ethidium bromide, bạc, xanh Coomassie) để phát hiện vị trí các phân tử trên gel sau khi điện di.
Kĩ thuật điện di hoạt động nhờ vào lực kéo của điện trường tác động vào các phân tử tích điện và kích thước lỗ của thể nền (gel). Gel cấu tạo bởi các chuỗi cao phân tử (polymer) được liên kết chéo với nhau tạo thành một hệ thống mạng lưới với kích thước các mắc lưới tùy thuộc vào nồng độ chất cao phân tử (agarose, polyacrylamide) và phản ứng tạo liên kết chéo. Các phân tử được phân tách khi di chuyển trong gel với vận tốc khác nhau nhờ vào sự khác nhau của (a) lực của điện trường tác động lên chúng (nếu các phân tử tích điện khác nhau) (b) kích thước của phân tử so với kích thước lỗ của gel và (c) hình dạng, độ cồng kềnh của phân tử.

## Chuẩn bị gel

### Gel agarose
Là một polysaccharide, thường được chiết xuất từ rong biển đỏ nhất định. Nó là một polymer tuyến tính được tạo thành từ đơn vị lặp đi lặp lại của agarobiose, là một disaccharide tạo thành từ D -galactose và 3,6-anhydro- L -galactopyranose. Agarose là một trong hai thành phần chính của thạch, và được tinh chế từ thạch bằng cách loại bỏ thành phần khác của agar, agaropectin. Agarose có cấu trúc dạng lưới ba chiều các kênh có đường kính từ 50 nm đến> 200 nm tùy thuộc vào nồng độ agarose được sử dụng - nồng độ cao hơn mang lại đường kính lỗ chân lông trung bình thấp hơn. Cấu trúc 3-D được tổ chức cùng với liên kết hydro và do đó có thể bị gián đoạn do làm nóng trở lại trạng thái lỏng.
		Vì có cấu trúc dạng lưới phù hợp nên agarose thường được sử dụng trong sinh học phân tử để tách các phân tử lớn, đặc biệt là DNA, bằng điện di. Các tấm gel agarose (thường là 0,7 - 2%) đối với điện di được chuẩn bị dễ dàng bằng cách đổ dung dịch ấm, lỏng vào khuôn. Một loạt các agaroses khác nhau của trọng lượng phân tử khác nhau và tài sản là thương mại có sẵn cho mục đích này. Agarose cũng có thể được hình thành thành các hạt và được sử dụng trong một số phương pháp sắc ký để làm sạch protein.

### Gel polyacrylamide
Hydrat hóa acrylonitrile dẫn đến sự hình thành các phân tử acrylamide (C 3 H 5 NO) bởi nitrile hydratase.
		Acrylamide monome ở trạng thái bột trước khi bổ sung nước. Acrylamide là độc hại đối với hệ thần kinh của con người, do đó tất cả các biện pháp an toàn phải được tuân theo khi làm việc với nó.
		Acrylamide hòa tan trong nước và khi bổ sung nước, nó polyme hóa dẫn đến sự hình thành polyacrylamit. Nó rất hữu ích để làm cho gel polyacrylamide thông qua acrylmide hydration vì kích thước lỗ chân lông có thể được điều chỉnh. Tăng nồng độ acrylamide dẫn đến giảm kích thước lỗ chân lông sau khi trùng hợp. Polyacrylamide gel có lỗ chân lông nhỏ giúp kiểm tra các phân tử nhỏ hơn tốt hơn vì các phân tử nhỏ có thể đi vào lỗ chân lông và di chuyển qua gel trong khi các phân tử lớn bị mắc kẹt tại các lỗ hở.

## Các kỹ thuật điện di thường sử dụng

### Điện di trên gel agarose
Điện di trên gel agarose là phương pháp thông thường để giải quyết DNA trong phòng thí nghiệm. Gel agarose có thấp hơn năng suất phân giải cho DNA hơn gel acrylamide, nhưng họ có phạm vi lớn hơn của tách, và do đó thường được sử dụng cho các đoạn DNA với độ dài của 50-20,000 bp (cặp base), mặc dù độ phân giải của hơn 6 Mb có thể với xung điện di gel trường (PFGE). [16] Nó cũng có thể được sử dụng để tách các phân tử protein lớn, và nó là ma trận ưu tiên cho điện di gel của các hạt có bán kính hiệu quả lớn hơn 5-10 nm.
		Kích thước lỗ chân lông của gel ảnh hưởng đến kích thước của DNA có thể được thuyên giảm. Nồng độ gel càng thấp thì kích thước lỗ càng lớn, và DNA càng lớn thì càng tốt. Tuy nhiên, gel có nồng độ thấp (0,1 - 0,2%) rất mỏng manh và do đó khó xử lý, và điện di của các phân tử DNA lớn có thể mất vài ngày. Giới hạn độ phân giải của điện di gel agarose chuẩn là khoảng 750 kb. Giới hạn này có thể được khắc phục bởi PFGE, nơi mà các trường điện trực giao xen kẽ được áp dụng cho gel. Các mảnh DNA định hướng lại bản thân khi trường ứng dụng chuyển hướng, nhưng các phân tử DNA lớn hơn mất nhiều thời gian hơn để tự điều chỉnh khi điện trường bị thay đổi, trong khi điện trường nhỏ hơn, và DNA có thể được phân chia theo kích thước.
		Gel agarose được đúc trong khuôn, và khi được đặt, thường chạy theo chiều ngang ngập trong dung dịch đệm. Bộ đệm Tris-acetate-EDTA và Tris-Borate-EDTA thường được sử dụng, nhưng các bộ đệm khác như Tris-phosphate, barbituric acid-sodium barbiturate hoặc Tris- barbiturate buffer có thể được sử dụng trong các ứng dụng khác. DNA thường được hình dung bằng cách nhuộm với ethidium bromide (chất hóa học có khả năng gây ung thư) và sau đó được xem dưới ánh sáng tia cực tím, nhưng các phương pháp nhuộm màu khác có sẵn, chẳng hạn như SYBR Green, GelRed, xanh methylen và tinh thể tím. Nếu các đoạn DNA tách rời là cần thiết cho thí nghiệm tiếp tục ở hạ lưu, chúng có thể được cắt ra từ gel trong lát để thao tác tiếp theo.

### Điện di trên gel polyacrylamid
Kỹ thuật điện di gel polyacrylamid thường áp dụng cho protein, DNA, và các phân tử tương tự. Nguyên lý hoạt động gần giống điện di trên gel agarose. Nhờ độ phân giải tốt, gel polyacrylamid thường dùng để phân tích các phân tử DNA có kích thước và độ dài từ 50 đến 30,000 cặp base. Gel polyacrylamid có nồng độ từ 6% đến 20%, nồng độ càng lớn thì độ phân giải càng cao và ngược lại. Và độ phân giải của gel polyacrylamid luôn tốt hơn độ phân giải của gel agarose khi dùng để phân tích các phân tử với kích thước và độ dài như đã đề cập. Gel polyacrylamid thường chuyển sang gel agarose khi phân tích các phân tử DNA có độ dài hơn 30,000 cặp base. Và dung dịch đệm thường được sử dụng như Tris-borate-EDTA.